# Heilig Hartbeeld (Simpelveld)
Het Heilig Hartbeeld is een standbeeld in de Nederlandse plaats Simpelveld.

## Achtergrond
Het Heilig Hartbeeld werd in 1940 gemaakt door Charles Vos ter gelegenheid van het veertigjarig priesterjubileum van pastoor Jos. Grispen. Vanwege het uitbreken van de Tweede Wereldoorlog werd het beeld eerst in de Sint-Remigiuskerk geplaatst. In 1949 verhuisde het naar buiten en werd het geïntroniseerd.

## Beschrijving
De Christusfiguur houdt zijn rechterhand zegenend opgeheven, met zijn linkerhand ondersteunt hij het Heilig Hart voor zijn borst. In zijn handen en voeten zijn de stigmata zichtbaar. Aan de achterkant zijn een kelk met hostie, een kruis en een lam afgebeeld.
Het beeld staat op een gemetselde sokkel in het midden van een halfronde muur. Op de sokkel een plaatje met de tekst "Christuskoning 30-10-1949".